# Yannis
« Yanis » redirige ici. Pour l'artiste, voir Yanis (chanteuse).
Cette page présente le prénom Yannis ainsi que ses variantes.
Yannis, Yanis, Yiánnis, Giannis ou encore Giánnis est un prénom masculin d'origine grecque.

## Occurrence
Il s'agit du deuxième prénom masculin le plus populaire en Grèce, comptabilisant 6,5 % des naissances.
Il est aussi populaire en France en étant le 51e prénom le plus donné aux garçons en 2018 sous l'orthographe Yanis. Il connaît son pic de popularité en 2017 avec 4 171 naissances. C'est un prénom populaire parmi les Français d'origine maghrébine.
Yannis est une transcription en alphabet latin du nom grec Γιάννης / Giánnis (/ˈʝanis/), forme moderne démotique du prénom grec antique Ἰωάννης / Iōánnēs (/i.ɔːˈan.nɛːs/. Ce nom vient du prénom hébreu יוֹחָנָן / Yôḥānān (/joː.ħaːˈnaːn/), apocope de la phrase יְהוֹחָנָן / Yəhôḥānān signifiant « Dieu est miséricordieux ».
Il est l'équivalent du prénom français Jean, et de Jehan en ancien français, qui est le nom de deux personnages importants dans la Bible : Jean le Baptiste et Jean l'Évangéliste.

## Variantes
Le prénom Yannis comporte de très nombreuses variantes. Son équivalent français est Jean.
- albanais : Gjon, Gjoni
- allemand : Hans, Johannes
- amharique : ዮሐንስ (Yoḥānisi)
- anglais : John, Johnny, Jack, Jacky
- arabe : يحيى (Yahya)
- arménien : Հովհաննես (Hovannès)
- breton : Yann, Yannick
- catalan : Joan, Jan
- chinois : 約翰 (Yuēhàn)
- coréen : 요한 (Yohan)
- espagnol : Juan
- français : Jean, Yohann
- géorgien : ჯონ (Jon)
- hébreu : יוחנן (Yourur)
- irlandais : Eoin, Seán
- italien : Giovanni, Gianni
- japonais : ヨハネ (Yohane)
- néerlandais : Jan, Jannes, Johannes
- occitan : Joan, Jan
- ourdou : یوحنا (Yuhnna)
- portugais : João
- russe : Ivan
- tchèque : Honza
- turc : Can

## Fête et saint patron
Dans le monde catholique, Yannis est célébré comme saint le 24 juin, jour de la fête de la Saint-Jean. Dans le monde orthodoxe, il est fêté le 7 janvier.

## Histoire
Le prénom Yannis est écrit de nombreuses fois dans le Nouveau Testament et le Coran. Les deux représentants les plus connus de ces livres sont Jean le Baptiste et Jean l'Évangéliste. 

## Personnalités portant ce prénom
- Giannis Aggelakas, musicien grec
- Yánnis Anastasíou (né en 1973), footballeur grec
- Giánnis Antetokoúnmpo (né en 1994), basketteur grec
- Yannis Baraban (né en 1972), acteur français
- Yánnis Goúmas (né en 1975), footballeur grec
- Yánnis Goúras (1791 - 1826), héros de la Guerre d'indépendance grecque
- Yánnis Ioannídis (né en 1945), joueur de basket-ball et homme politique grec
- Yánnis Kókkos (né en 1944), décorateur
- Yiánnis Koúros (né en 1956), coureur d'ultrafond
- Yánnis Makriyánnis (1797 - 1864), héros de la Guerre d'indépendance grecque
- Yánnis Psycháris, francisé en Jean Psichari (1864 - 1929), érudit
- Yánnis Rítsos (1909 - 1990), poète grec
- Yánnis Spyrópoulos (1912 - 1990), peintre grec
- Yannis Stavrou (né en 1948), peintre grec
- Yannis Tsarouchis (1910 - 1989), peintre grec
- Yánnis Tseklénis (né en 1937), styliste grec
- Yánis Varoufákis (né en 1961), économiste grec
- Yannis Youlountas (né en 1970), écrivain et cinéaste franco-grec
- Iannis Xenakis (1922 - 2001), compositeur, architecte et ingénieur d'origine grecque, naturalisé français